# Alqueria del Moro
L'Alqueria del Moro és un edifici residencial de caràcter rural que es localitza al barri de Ciutat Fallera del districte de Benicalap (València), en el camí vell de Burjassot. Es tracta d'un edifici residencial compendi de l'arquitectura senyorial i rural de l'horta valenciana dels segles xiv, xvi i xviii.
Està catalogat com a Bé d'Interés Cultural, amb codi: 46.15.250-088, amb la tipologia de «Edificis agropecuaris-Alqueries», amb declaració singular i categoria de «Monument», presentant anotació ministerial: R-I-51-0010452, amb data de disposició: 20 de febrer de 2004 i publicació al DOCV el 25 de febrer del mateix any, i en el BOE l'u d'abril de 2004.

## Descripció
Constitueix una de les alqueries més rellevants de la comarca de l'Horta Nord per les seues especials particularitats. Està situada al Pla de Sant Bernat i la seua horta és regada per un entramat de séquies alimentades per la séquia de Tormos.
Està conformada per un grup d'edificis articulats per una cruïlla de camins, el Camí Vell de Burjassot i l'anomenat popularment Camí de l'Alqueria del Moro. Des del Camí Vell de Burjassot, a la dreta se situen un subgrup d'edificis, dels quals un obre façana al Camí Vell i la resta ho fan al camí de l'Alqueria. La casa principal té el seu accés des del camí que pren el seu nom.
L'alqueria va posseir diverses barraques destinades per a allotjar els llauradors; avui desaparegudes. En l'actualitat l'alqueria es troba a la perifèria urbana; l'única connexió amb el medi original es localitza al nord on l'horta continua en direcció a Montcada i Burjassot. El 2017 l'Ajuntament de València aprova el projecte per a la seva rehabilitació

## Parts integrants
La casa principal

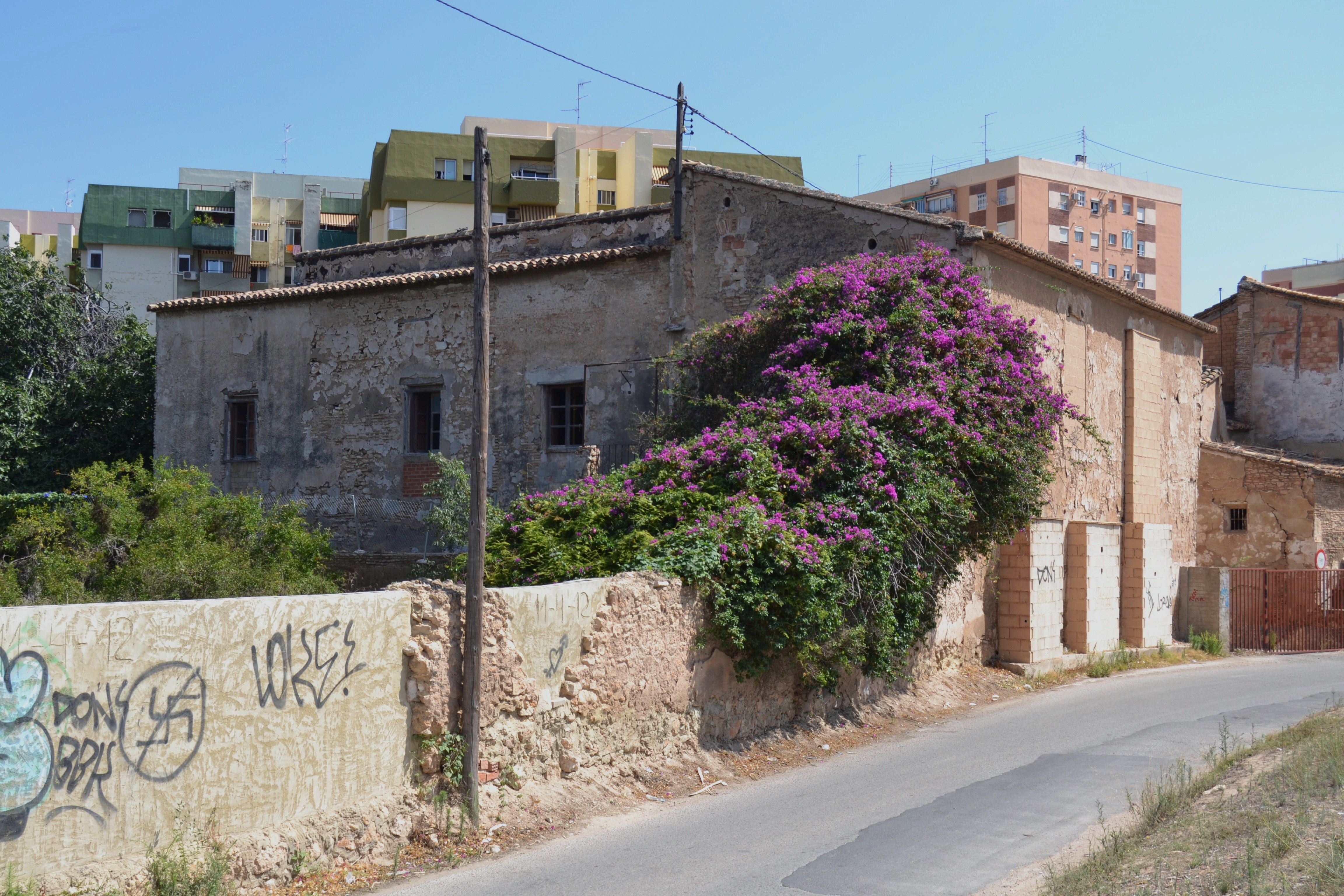
Vista lateral

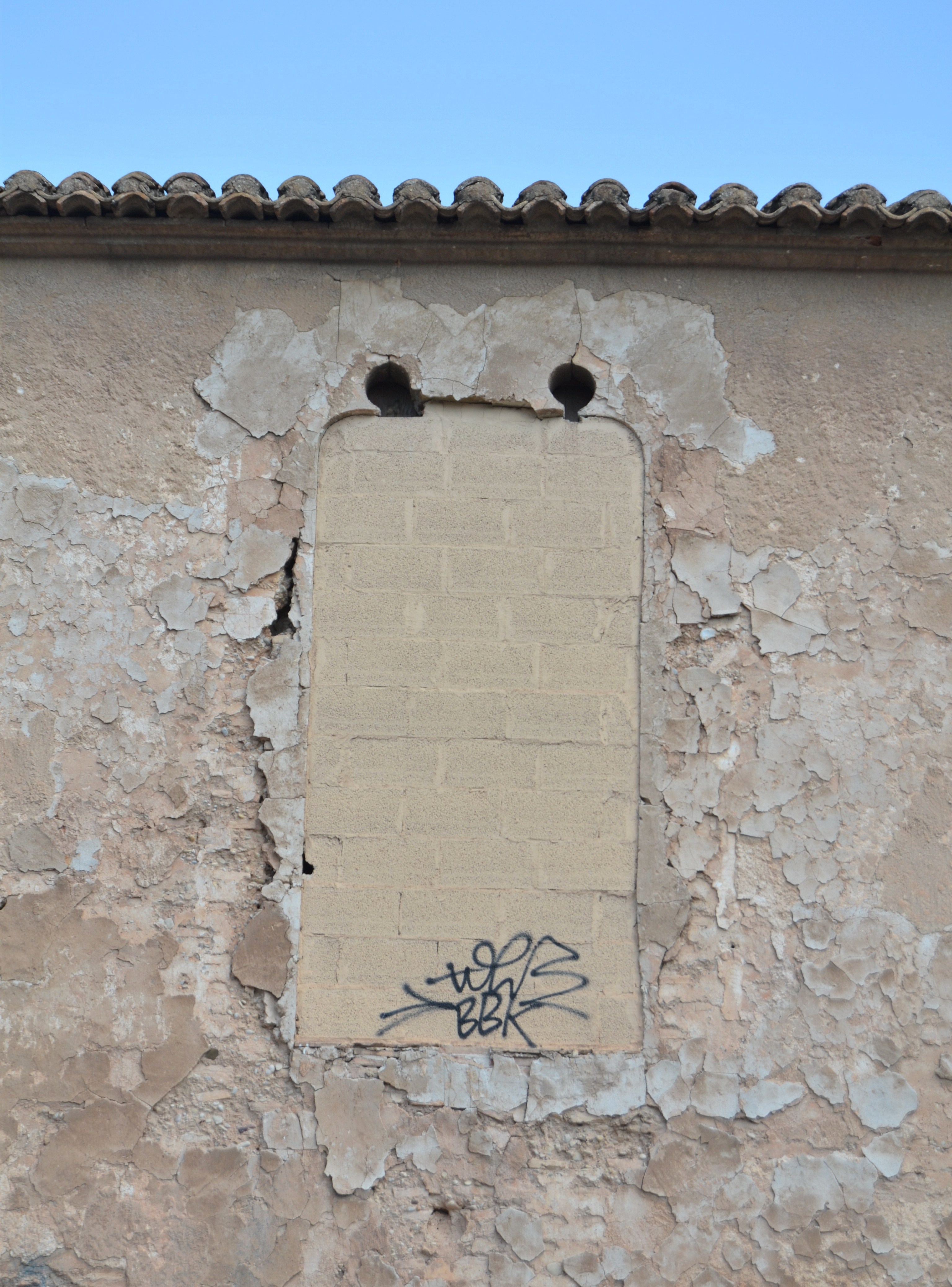
Finestra gòtica tapiada en l'actualitat

Aquesta casa pertany als models d'arquitectura senyorial del segle xvi adaptada a medi rural. Es tracta d'una edificació de dues plantes, té un esquema de tres cossos paral·lels al camí de l'Alqueria, més un quart posterior, transversal als anteriors.
Es tracta d'una planta complexa, on podem distingir al costat de l'esquema tripartit, amb un cos central molt valorat, el quart cos independent i autònom respecte de l'estructura anterior, un espai on s'ubiquen les estances principals i des del qual s'obren les finestres més significatives.
A la casa s'accedeix a través d'un pati de forma quadrangular, disposant els corrals a la dreta, i les cavallerisses davant de la porta d'accés al camí. La nau central perpendicular a la façana d'accés a la casa domina per les seues proporcions tot l'espai de l'alqueria. Alberga un espai únic, partit per un arc carpanell. Al vestíbul compartit en dos àmbits de proporcions similars, se situa l'escala. Es tracta d'una casa compacta, que soluciona dins de si totes les articulacions i relacions entre els seus diferents espais. Habitacions i dependències com a cambres, cuina, accés a les cambres, etc., tenen el seu accés des del gran espai central. La porta principal es troba decantada respecte a l'eix central. La façana d'accés a la casa posseïx una lectura domèstica i íntima proporcionada pel pati a través del qual s'accedeix a aquesta. La façana al Camí de Burjassot, corresponent al quart cos transversal, és la que presenta major càrrega de representació pública amb un major tractament dels buits. Aquest quart cos manté la coberta independent de la resta, cobrint a dues aigües amb ràfec diferent.
Construcció núm. 2
Es troba sobre el Camí Vell de Burjassot i tocant al camí de l'Alqueria. Ocupa un cos de construcció d'una crugia amb murs portants paral·lels a la façana del Camí de l'Alqueria, en què s'obrien, en planta baixa, un seguit d'arcs gòtics apuntats. Aquest espai de la planta baixa, es va subdividir en una sèrie d'estades. L'entrada, estada principal, alberga l'escala i s'uneix amb el cos posterior construït per a corrals i magatzems. Destinada a habitatge la planta baixa, s'hi troben els espais representatius de la vida domèstica, mentre que a la planta alta alberga habitacions i espais d'emmagatzematge de productes agraris.
L'edifici va tenir una ampliació en data no determinada i adossant a la dreta de la porta d'accés un cos que a la planta baixa s'usa com a estable i a la planta alta com a dormitori.
Construcció núm. 3
Se situa sobre el Camí Vell de Burjassot, a l'est de l'anterior i compartint el seu mur mitger. Es tracta d'un edifici del segle xviii de dues plantes que es diferencia de les anteriors en incorporar la tradicional organització en planta baixa característica de l'arquitectura popular postacadémica, a la qual se superposa una voluminosa andana que encara conserva el sistema d'assecat de labors.
Construcció núm. 4
Està situada al nord de les dues anteriors compartint amb elles parets mitgeres. Posseeix façana al Camí de l'Alqueria, encara que el seu accés es realitza a través d'un pati obert orientat a nord i separat del camí per un dels cossos que la constitueixen.
Els aspectes exteriors, porta d'accés amb carreus amb arc de mig punt, l'aler, serralleria denoten contemporaneïtat respecte a les descrites en primer i segon lloc. Les fàbriques, de tàpia, daten del segle xiv, sent la construcció més antiga del conjunt.
Els seus rotunds volums i l'escassa presència de fenestració fan pensar en la seua dedicació fabril o protoindustrial, i pot tractar-se d'una construcció vinculada a la séquia.
Hort - jardí
Confrontant amb la casa principal ens trobem amb l'hort-jardí tancat, separat de l'exterior per un mur de maçoneria. Respon a la tradició mil·lenària de l'hortus conclusus la fi era tant de resguardar com de disposar d'un lloc íntim d'esplai.